# Olivier Guichard
Olivier Guichard (Néac, 27 luglio 1920 – Parigi, 20 gennaio 2004) è stato un politico francese.

## Biografia
Discendente di un barone dell'Impero napoleonico, figlio di un militare che sarà direttore di gabinetto dell'ammiraglio François Darlan (capo del governo di Vichy dal 1941 al 1942), dopo la laurea in lettere e in legge nel 1944 si arruola nell'esercito di Liberazione e combatte contro l'esercito nazista.

### Eminenza grigia di De Gaulle
Aderisce al movimento gollista nel 1947, e dal 1951 al 1958 è capo di gabinetto (da non confondere con il direttore di gabinetto) del generale Charles De Gaulle, che in quegli anni conduceva insieme a pochi uomini di fiducia la sua "traversata del deserto". Questo varrà a Guichard l'ingresso nella ristretta cerchia dei "baroni del gollismo", ossia i capi storici del movimento (in particolare Jacques Chaban-Delmas, Michel Debré, Jacques Foccart, Roger Frey, Pierre Lefranc e André Malraux).
È facile distinguere la figura imponente di Guichard nei cinegionali girati all'epoca del ritorno al potere di De Gaulle nel maggio 1958. È sempre a fianco del generale, pur mantenendo una posizione defilata rispetto ad altri "baroni" che rivestiranno prima di lui delle cariche istituzionali
Una volta nominato presidente del consiglio, De Gaulle nomina Guichard vicedirettore di gabinetto. Dopo l'elezione alla presidenza della Repubblica nel gennaio 1959, De Gaulle chiama accanto a sé Guichard, affidandogli delle missioni e degli incarichi specifici ma privi di ruolo politico. Eletto deputato all'Assemblée Nationale, è rieletto alle elezioni successive e resterà deputato (tranne i periodi in cui farà parte del governo) fino al 1997.

### Ministro e aspirante capo del governo
Entra al governo l'8 aprile 1967, come ministro dell'industria nel quarto governo di Georges Pompidou. Ministro per il piano (ossia la programmazione economica) e per le infrastrutture e il territorio nel quinto governo Pompidou (31 maggio - 10 luglio 1968) e nel governo di Maurice Couve de Murville (10 luglio 1968 - 16 giugno 1969). È ministro dell'educazione nel governo di Jacques Chaban-Delmas (20 giugno 1969 - 5 luglio 1972).
Nel 1972 è eletto presidente della regione Paesi della Loira. Sarà rieletto a tutte le elezioni successive, e lascerà l'incarico nel 1998 per cederlo a François Fillon.
Nel luglio 1972 il nome di Guichard è indicato come probabile successore di Chaban-Delmas, costretto a dimettersi da Pompidou. Il presidente della Repubblica, invece, nominerà a sorpresa Pierre Messmer primo ministro. È nuovamente ministro delle infrastrutture e del territorio nel primo e nel secondo governo di Pierre Messmer (6 luglio 1972 - 1º marzo 1974). Nell'effimero terzo governo Messmer (1º marzo - 27 maggio 1974) è anche ministro di Stato, ossia vice Primo ministro.
Si deve soprattutto a Guichard il vasto sviluppo della rete autostradale in Francia, che fino alla fine degli anni Sessanta era largamente superata come estensione da quella italiana.
Alle elezioni presidenziali del 1974 è indicato come probabile primo ministro in caso di elezione di Jacques Chaban-Delmas. Questi, tuttavia, non riesce a entrare nel ballottaggio, e una volta eletto il candidato liberale Valéry Giscard d'Estaing, Guichard è escluso dal nuovo governo guidato da Jacques Chirac, risoluto più che mai ad accantonare i "baroni" e ad impadronirsi del movimento gollista.
Nonostante la diffidenza nei riguardi di Chirac, aderisce al Raggruppamento per la Repubblica (RPR) fondato sulle ceneri del movimento gollista.
È ministro di Stato, guardasigilli e ministro della giustizia nel primo governo di Raymond Barre (27 agosto 1976 - 27 marzo 1977). Sul finire degli anni Settanta, il nome di Guichard circola con insistenza come probabile primo ministro, anche perché in prospettiva delle elezioni presidenziali del 1981 il suo nome potrebbe garantire a Giscard i voti dei nostalgici del gollismo storico. Ma alla fine, il presidente della Repubblica preferisce mantenere in carica Barre nonostante la sua vasta impopolarità.

### L'ultimo dei "baroni del gollismo"
Alle elezioni presidenziali del 1995 sostiene apertamente la candidatura di Jacques Chirac, ossia l'uomo che più di ogni altro aveva contribuito al declino politico della cerchia dei fedelissimi di De Gaulle.